# Kiesariani
Kiesariani (gr. Καισαριανή, trl. Kaisarianī́, trb. Kiesariani) – miasto w Grecji, w administracji zdecentralizowanej Attyka, w regionie Attyka, w jednostce regionalnej Ateny-Sektor Centralny. Siedziba gminy Kiesariani. W 2011 roku liczyło 26 370 mieszkańców. Położone w granicach Wielkich Aten.

## Historia
Miasto leży u stóp góry Hymet (1026 m n.p.m.), od strony Kiesariani wciąż jeszcze pokrytej chronionym lasem, oddzielona od niej trasą szybkiego ruchu, zmieniającą się o 2 km dalej w początek jednej z odnóg regionalnej autostrady Atiki Odos. Od strony aglomeracji Kiesariani graniczy z centralną gminą Ateny.
Prawa miejskie Kiesariani otrzymało w 1922 roku jako dzięki licznemu napływowi greckich wychodźców z Turcji. Przedtem głównym zajęciem mieszkańców gminy było rolnictwo, a miasto podówczas miało status wsi. W okresie II wojny światowej ludność Kiesariani wielokrotnie poddawano represjom. Na zboczach Hymetu położona jest strzelnica wojskowa – miejsce straceń greckich patriotów w okresie II wojny światowej. 4 stycznia 1943 roku rozstrzelano tu m.in. Jerzego Szajnowicza-Iwanowa – polskiego i greckiego sportowca, następnie organizatora greckiego ruchu oporu. Większości zbrodni dokonywali greccy faszyści.
Kiesariani to również nazwa jednego bizantyńskiego zabytku – klasztoru i muzeum Moni Kiesarianis, położonego wśród bujnej zieleni, na zboczach Hymetu i otoczonego przyrodniczymi ścieżkami rodzinnej rekreacji. Prócz klasztoru bizantyńskiego, w pobliżu znajdują się tu ruiny antycznej bazyliki oraz klasztoru frankońskiego.

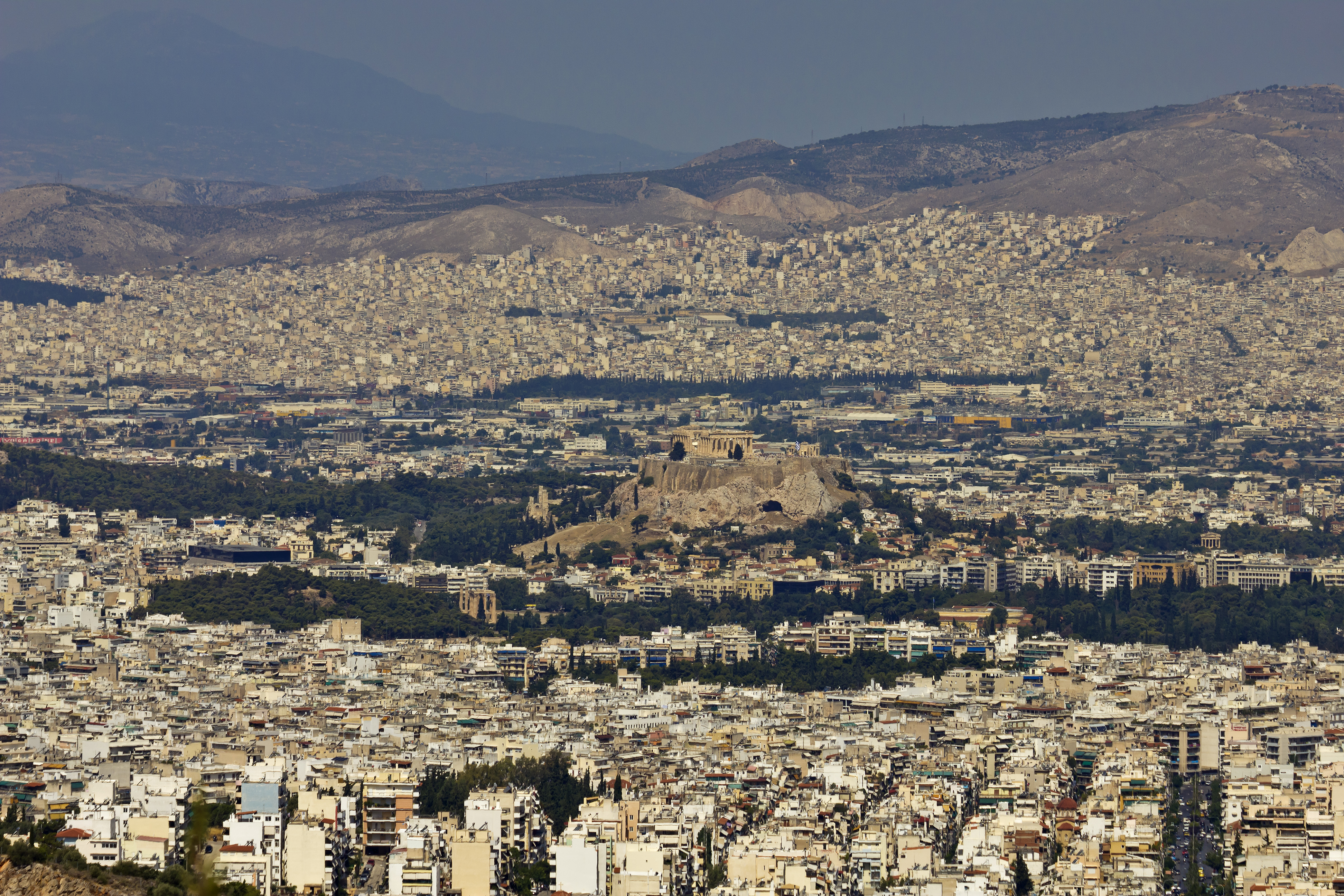
Spojrzenie ze ścieżki przyrodniczej przy klasztorze Moni Kiesarianis na część Aten

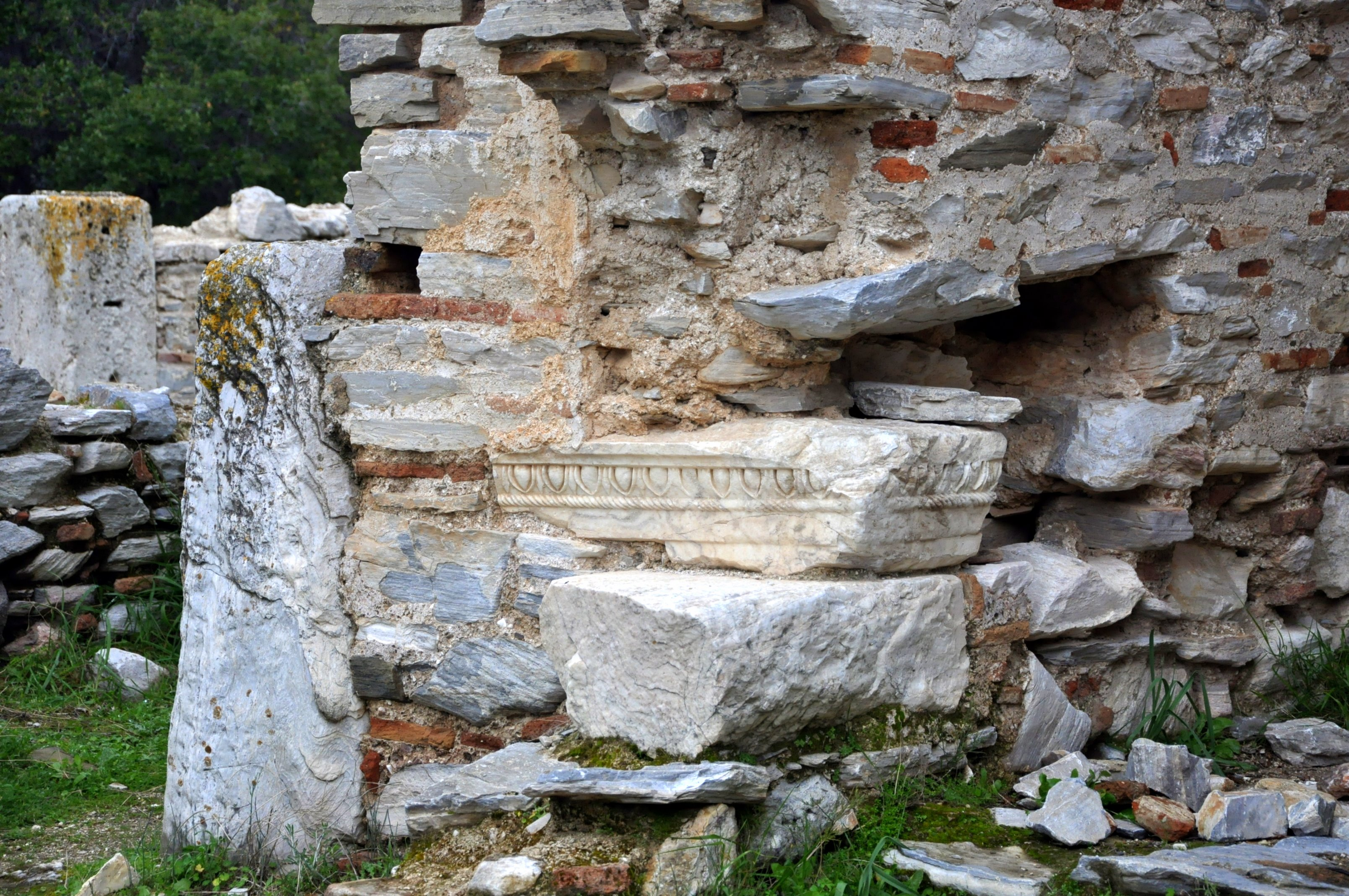
Kiesariani: Elementy świątyni pogańskiej, wyróżniające się bardzo wysoką jakością wykończenia, następnie użyte jako surowiec-wypełniacz do budowy murów bazyliki wczesnochrześcijańskiej

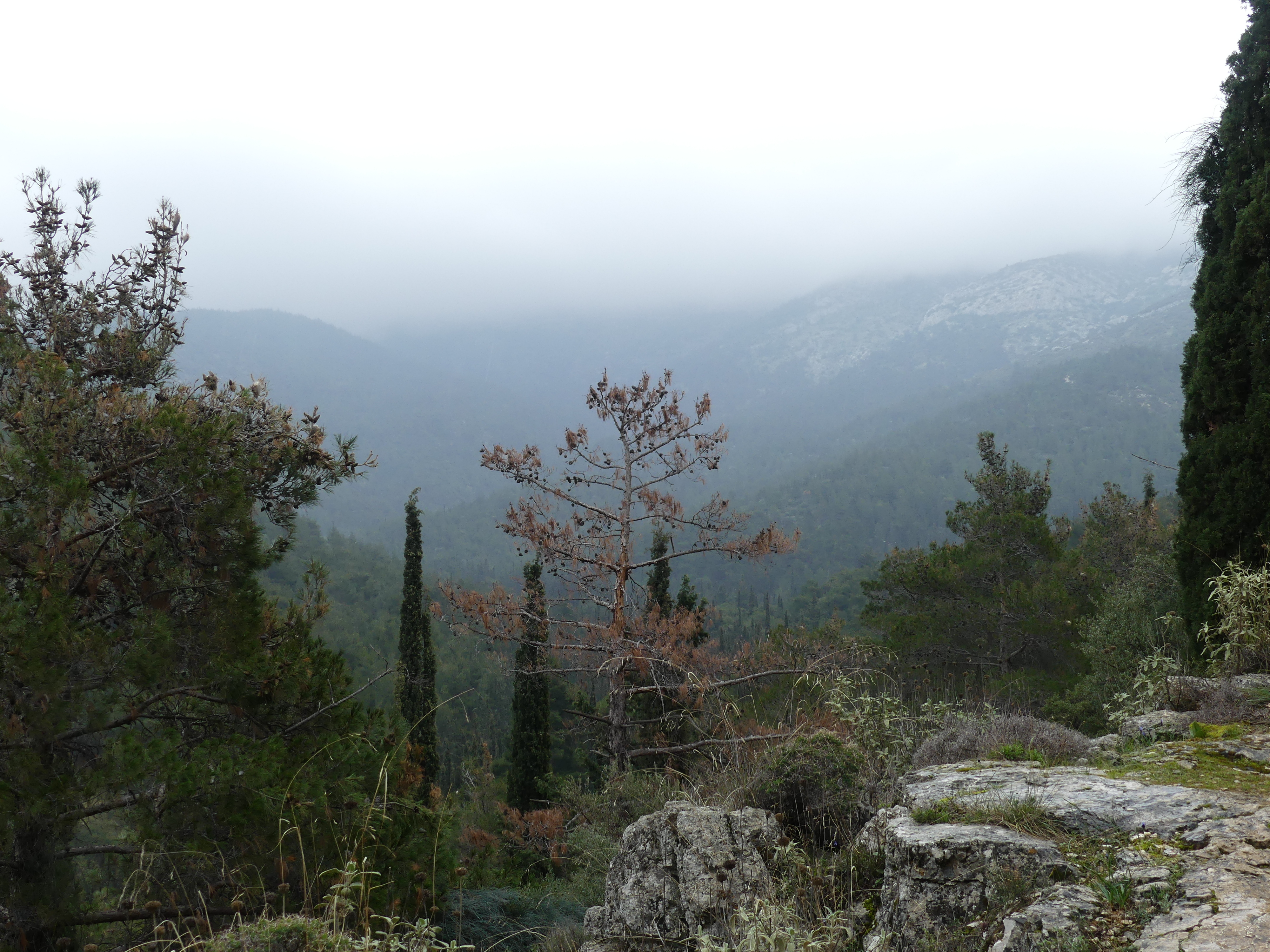
Las Kaisariani

## Zmiana populacji miasta[potrzebnyprzypis]
| Rok  | Populacja | Zmiana       | Gęstość    |
| ---- | --------- | ------------ | ---------- |
| 1981 | 28 972    | –            | 3694,9/km² |
| 1991 | 26 803    | -2169/-7,49% | 3418,3/km² |
| 2001 | 26 419    | -384/-1,43%  | 3369,3/km² |

Inne źródła oceniają ludność na ok. 35 tysięcy mieszkańców.